# ヘルマン・ゲスラー

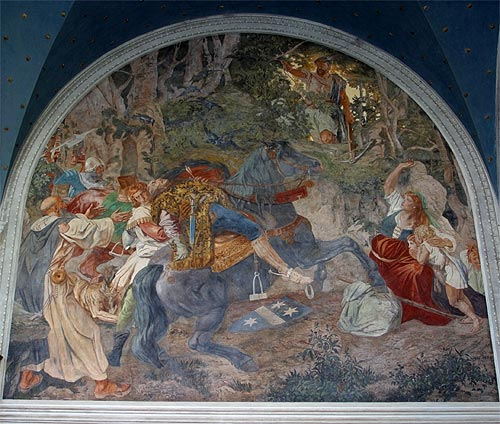
ルツェルン湖畔にあるテル礼拝堂内のフレスコ画「ゲスラーの死」

ヘルマン・ゲスラー（Hermann Gessler）またはアルブレヒト・ゲスラー（Albrecht Gessler）は、14世紀の伝説上の人物で、ハプスブルク家に仕えたスイス中部ウーリ州アルトドルフの代官である。悪政をふるい、ウィリアム・テル（ヴィルヘルム・テル）の反抗をまねき、結果的にそれがスイスの独立へとつながる契機となったと伝えられている。

## 概要
アエギディウス・チューディ (en、16世紀のスイス、グラールスの歴史家) の記すところによると、ゲスラーは1307年に、アルトドルフの中央広場にポールを立てて自分の帽子を掛け、住民にその帽子に向かってお辞儀をするよう強制した。それを拒否したウィリアム・テルは、自ら死を選ぶか、そうでなければ息子の頭上に置いたリンゴを一発で射ぬくよう命じられた。テルは息子の頭上のリンゴを見事一発で射ぬいたが、そのときなぜ必要のないはずの2本目の矢を持っていたのかと問われ、それは矢が息子に当たったときにはゲスラーを狙おうと思っていたからだ、と答えた。
そのためゲスラーはテルを逮捕し、ルツェルン湖をボートで渡ってキュスナハト (en) に連行しようとしたが、湖上で激しい嵐が吹き、テルを逃がしてしまった。逃げおおせたテルはゲスラーを待ち伏せし、射殺した。これが契機となって、オーストリア支配からの独立運動が始まった。
アメリカの子供向け物語シリーズ「テイル・スピナーズ・フォー・チルドレン」に収録されている話では、ゲスラーは意図的に住民の反抗心を刺激することでオーストリアのスイス侵攻の口実を作ることを狙っていた、とされている。
ゲスラーに関するもっとも古い記述は、15世紀頃のウィリアム・テルの伝説である。この伝説中のゲスラーの役割は、シズレクのサガに含まれる「エジルの物語」(en) に出てくるニドゥンク (en) と共通点が見られる。
ゲスラーという名前は一般に Gessler と綴るが、13世紀のスイス北部アールガウ州には Gesler や Gisler とも綴る例があったことが記録されている。彼らは領地を所有あるいは借りたハプスブルク家に仕えていたミニステリアーレであった。1319年にはハインリッヒ・ゲスラーという人物が爵位を得ており、1375年にはその息子であるヘルマン・ゲスラーという人物が (ウーリではなく) チューリッヒのグリュニンゲン城 (en) でその地方一帯を治めていた、という記録がある。このヘルマン・ゲスラーはプライドの高い人物で、クジャクの羽で青と銀に飾った帽子を被っていたが、グリュニンゲンでは特に悪政を敷いたわけではなかった。あるとき住民の間に衝突が発生し、横領の罪で一人のチューリッヒ市民の両目をくりぬいて舌を引き抜く刑に処すことになったが、彼はこれを両目だけの刑に処すことにしたと記録されている。
スイスではシュヴィーツやウンターヴァルデン（現在のオプヴァルデン準州とニトヴァルデン準州）にも同様の役人がいたが、ゲスラーと言う名前は見られない。